# 4-es busz (Veszprém)
A veszprémi 4-es jelzésű autóbusz Jutaspuszta és Vámosi úti forduló között közlekedik. Összeköti a vasútállomást, a Jutasi úti lakótelepet, az autóbusz-állomást és a Belvárost, valamint az egyetemet és környékét. A vonalat a V-Busz Veszprémi Közlekedési Kft. üzemelteti.

## Története
Több más járathoz, így az 1-eshez, a 2-eshez vagy a 8-ashoz hasonlóan a 4-est is az 1996-os nagy menetrend-revízió keretében hozták létre, többé-kevésbé a korábbi 14V jelzésű busz útvonalán (a 14V ugyanakkor a Jutasi úti lakótelepnek csak a szélén haladt el, ezért forgalma és jelentősége is kisebb volt, mint a 4-esé ma).
A 2019-es szolgáltatóváltást követően, január 1-jétől a V-Busz meghosszabbított útvonalon, a vasútállomás helyett Jutaspusztától közlekedteti az autóbuszvonalat.

## Útvonala
| Vámosi úti forduló felé | Jutaspuszta felé |
| --- | --- |
| Jutaspuszta vá. – Kisréti utca – Házgyári út – Jutasi út – forduló – Jutasi út – Haszkovó utca – Munkácsy Mihály utca – Jutasi út – Mindszenty József utca – Brusznyai Árpád utca – Megyeház tér – Komakút tér – Egyetem utca – Stadion utca – Wartha Vince utca – József Attila utca – Vámosi úti forduló vá. | Vámosi úti forduló vá. – József Attila utca – Wartha Vince utca – Stadion utca – Egyetem utca – Komakút tér – Iskola utca – Óvári Ferenc utca – Megyeház tér – Brusznyai Árpád utca – Mindszenty József utca – Jutasi út – Munkácsy Mihály utca – Haszkovó utca – Jutasi út – forduló – Jutasi út – Házgyári út – Kisréti utca – Jutaspuszta vá. |

## Megállóhelyei
Az átszállási kapcsolatok között az azonos útvonalon közlekedő 4A busz nincsen feltüntetve.
| 0  | Jutaspuszta végállomás        | 30 | 5, 18                                                                      |
| 1  | Kisréti utca                  | 29 | 5, 18                                                                      |
| 3  | Jutaspusztai elágazás         | 26 | 5, 18, 21                                                                  |
| 6  | Veszprém vasútállomás         | 24 | 1, 2, 5, 10, 11, 21 Helyközi buszok Veszprém                               |
| 8  | Aulich Lajos utca             | 22 | 2, 10, 11, 18A, 21 Helyközi buszok                                         |
| 9  | Laktanya                      | 20 | 1, 2, 3, 6, 7A, 8, 8A, 10, 11, 18, 18A, 21                                 |
| 10 | Haszkovó utca                 | 19 | 3, 7A, 8, 8A, 11, 21                                                       |
| 11 | Munkácsy Mihály utca          | 17 | 7A, 13                                                                     |
| 13 | Petőfi Sándor utca            | 15 | 1, 2, 3, 7A, 10, 13, 21                                                    |
| 15 | Veszprém autóbusz-állomás     | 13 | 1, 2, 3, 7A, 10, 12, 12A, 13, 21, 22, 23 Helyközi buszok Távolsági járatok |
| 17 | Hotel                         | 12 | 1, 2, 3, 5, 6, 7A, 10, 12, 12A, 13, 20, 21, 22, 25                         |
| 19 | Megyeház tér                  | ∫  | 6, 8, 8A                                                                   |
| ∫  | Petőfi Színház                | 10 | 1, 2, 3, 5, 6, 8, 8A, 10, 13, 21, 25 Helyközi buszok Távolsági járatok     |
| 20 | Komakút tér                   | 8  | 2, 6, 8, 8A Helyközi buszok Távolsági járatok                              |
| 22 | Hóvirág utca                  | 6  | 6, 8, 8A                                                                   |
| 23 | Egyetem utca                  | 5  | 6, 11                                                                      |
| 24 | Stadion utca 19.              | 4  |                                                                            |
| 25 | Stadion                       | 3  |                                                                            |
| 26 | Szegfű utca                   | 2  |                                                                            |
| 28 | József Attila utca            | 1  | Helyközi buszok Távolsági járatok                                          |
| 29 | Vámosi úti forduló végállomás | 0  | 6, 11                                                                      |